# Ольховый (Ростовская область)
Ольхо́вый — хутор в Кашарском районе Ростовской области.
Входит в состав Вяжинского сельского поселения.

## Население
| 2010 |
| ---- |
| 228  |

## Улицы
На хуторе имеется одна улица: Лесная.